# Michael Hardt

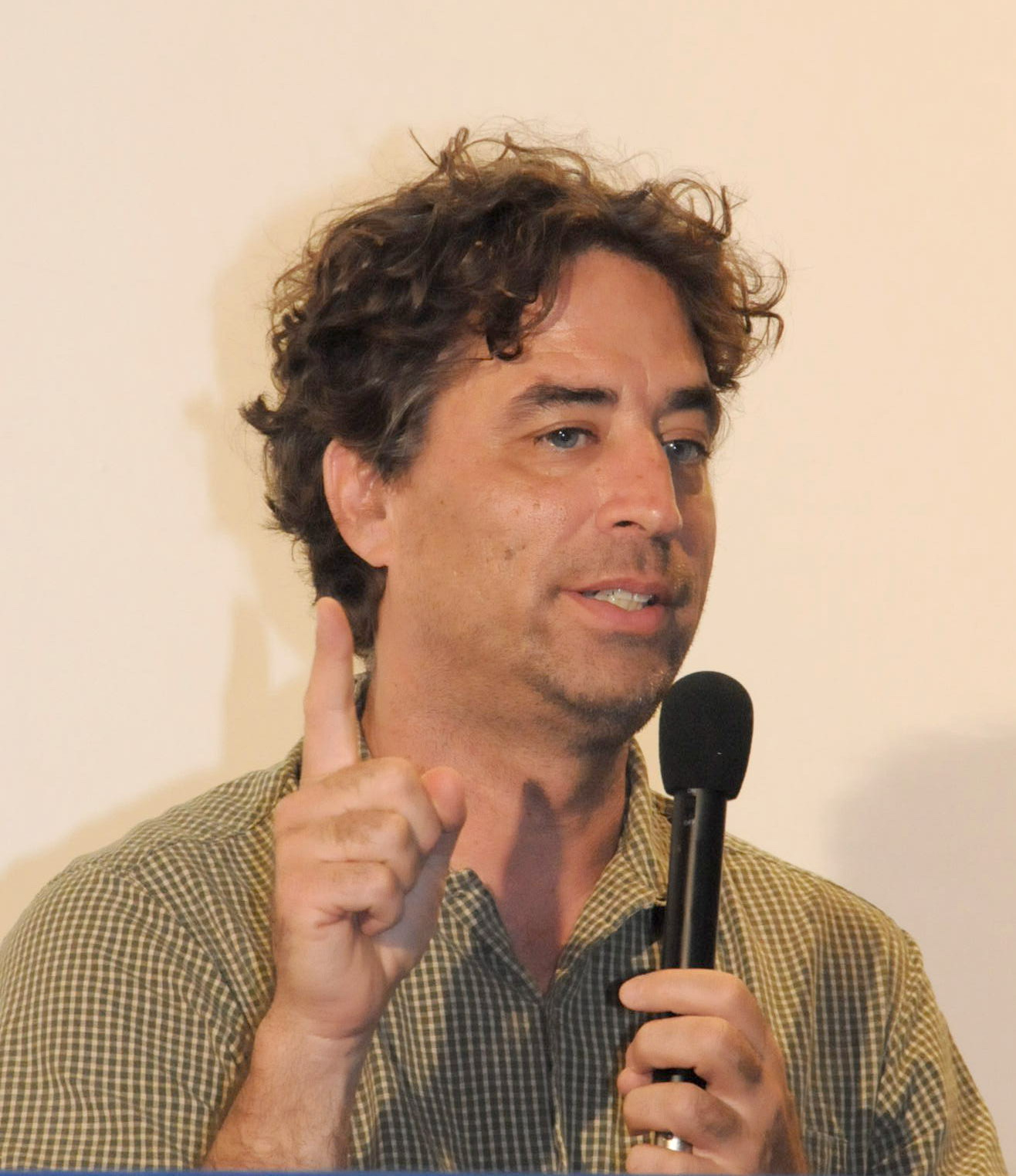
Michael Hardt (2008)

Michael Hardt (ur. 1960) – amerykański filozof zajmujący się marksizmem, profesor teorii literatury na Duke University, działacz polityczny.
Absolwent inżynierii i komparatystyki literackiej. Brał udział w ruchach i protestach społecznych od Seattle w 1999 roku po ruchy okupacyjne w 2011. Autor monografii na temat Deleuze’a: Gilles Deleuze. An Apprenticeship in Philosophy (1993), znany jednak głównie jako współautor głośnych książek pisanych wspólnie z Antonio Negrim: Labor of Dionisus. A Critique of the State-Form (1994), Imperium (2000), Multitude. War and Democracy in the Age of Empire (2004), Rzeczpospolita. Poza własność prywatną i dobro publiczne (2009) oraz Declaration (2012).

## Filozofia
Punktem wyjście nowego marksizmu Hardta i Negriego jest z jednej strony marksizm autonomistyczny (głoszący koncepcję walki klasowej jako głównego motoru zmiany politycznej i społecznej) z drugiej kapitalizm kognitywny (głoszący prymat pracy afektywnej i kognitywnej, czyli szeroko rozumianej niematerialnej nad materialną). Zderzenie tych dwóch podejść powoduje, że duet Hardt/Negri nie opowiada się ani za wiarą w samoistny krach kapitalizmu, ani w wyjętą z kontekstu takiego, a nie innego poziomu rozwoju walką klasową, ale za koniecznością uwzględnienia obydwu perspektyw.
W tym kontekście stwierdzają oni w Rzecz-pospolitej, że przemiany w formie produkcji, które doprowadzają do hegemonizacji produkcji opartej na wiedzy, wytwarzają nowy rodzaj podmiotowości, z natury rzeczy bardziej horyzontalnej i demokratycznej. Jeśli, jak twierdzą, rewolucja październikowa nie mogła się udać (bo rodziła się w warunkach hegemonii produkcji przemysłowej opartej na dużo bardziej wertykalnych relacjach) i doprowadziła tylko do kuriozalnej próby autorytarnego uczenia do życia w egalitarnym i demokratycznym społeczeństwie, to w perspektywie dzisiejszego społeczeństwa radykalna społeczna zmiana nie potrzebuje już nikogo kto będzie uczyć ludzi absolutnej demokracji. Skoro najbardziej istotnym elementem współczesnej gospodarki jest wiedza, skoro jej wytwarzanie staje się powszechne, a wytwarzanie wiedzy wymaga relacji horyzontalnych, bo odgórne (czy to kierowane przez kapitał czy przez państwo) nakazy myślenia lub odczuwania są zawsze mniej produktywne niż ich oddolne produkowanie, to ludzie są dziś uczeni do życia w bardziej demokratyczny sposób przez samą formę pracy jaką wykonują.

## Praktyka
Realizując idee współ-badania polegającą na inspirowaniu teorii ruchami społecznymi i ruchów społecznych powstającymi w ich ramach teoriami, Hardt i Negri wydali w 2012 roku książkę-pamflet dotyczącą ruchów Occupy pt.Declaration

## Wpływ Hardta na Negriego
Przyjmuje się, że zasadniczy wpływ Hardta na filozofię Negriego widoczny w ewolucji tworzonego przez nich projektu polega na przeformułowaniu pojęcia pracy niematerialnej w kierunku pracy biopolitycznej (rozumianej jako produkowanie życia (bios) społecznego), oraz odzyskanie z filozofii wczesnej nowoczesności takich pojęć jak miłość czy radość, używanych także przez Spinozę

## Hardt i Polska
Michael Hardt współpracuje w Polsce ze środowiskiem Praktyki Teoretycznej, które tłumaczy, publikuje i komentuje teksty amerykańskiego filozofa. Hardt zasiada także w radzie naukowej Praktyki Teoretycznej.